# Hendrik Andriessen

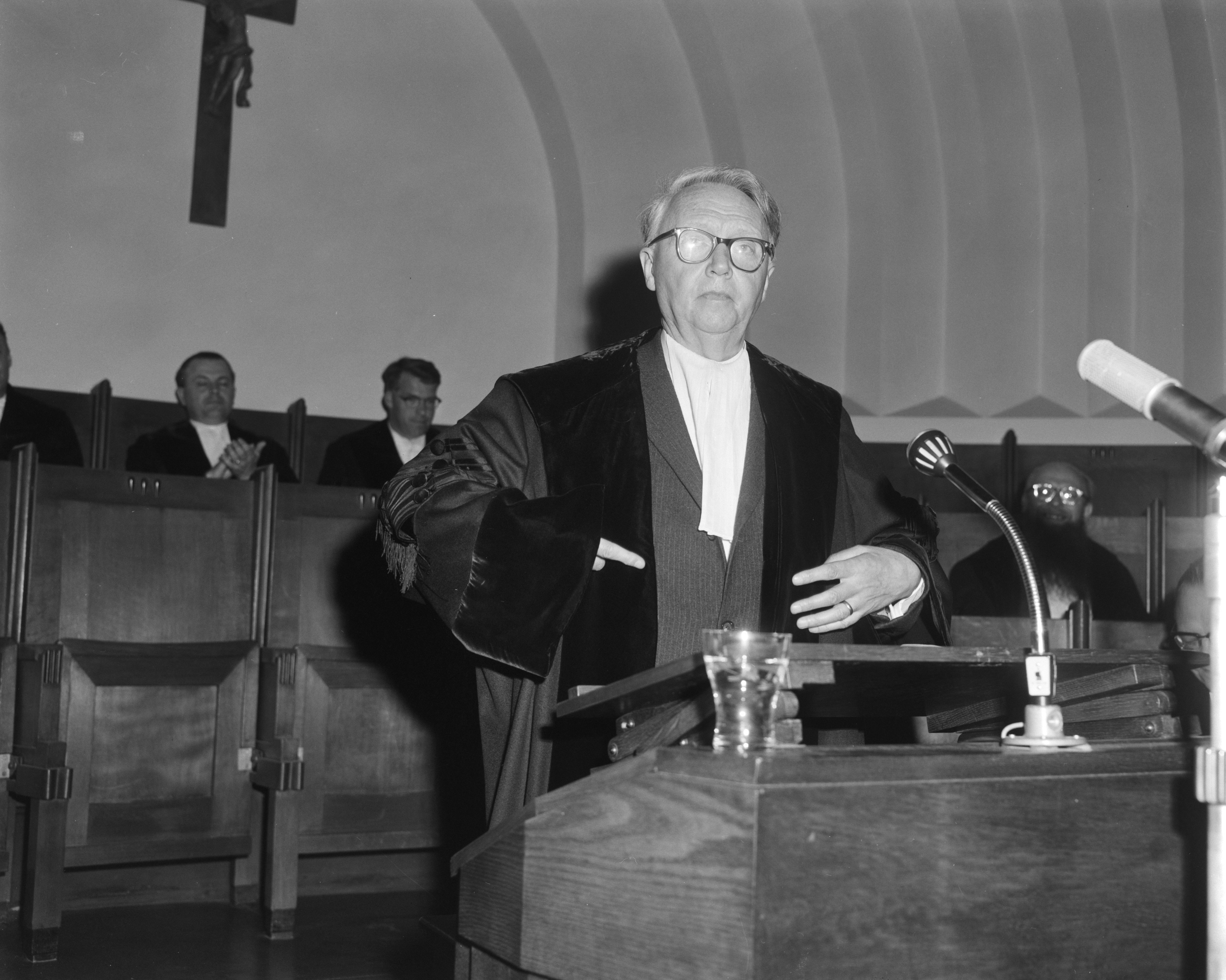
Andriessen (1963)

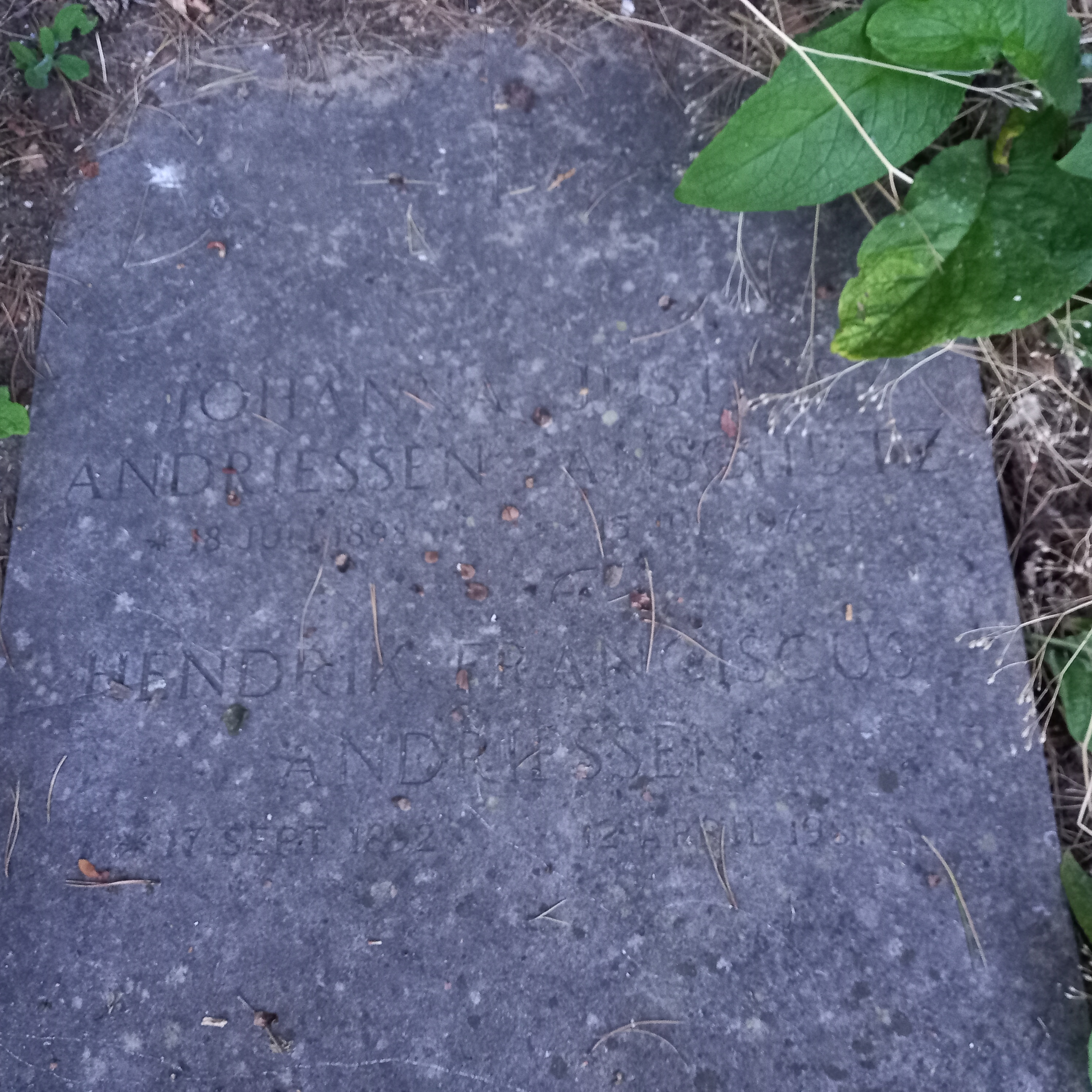
Das Grab von Hendrik Andriessen und seiner Ehefrau Johanna Anschütz auf dem katholischen Friedhof in Heemstede

Hendrik Franciscus Andriessen (* 17. September 1892 in Haarlem, Niederlande; † 12. April 1981 ebenda) war ein niederländischer Komponist.

## Leben
Hendrik Andriessen studierte Komposition bei Bernard Zweers und Orgel bei Jean-Baptiste de Pauw (1852–1924) am Konservatorium Amsterdam. An der Maarschalkerweerd-Orgel der Sankt Katherinen-Kathedrale in Utrecht war er Organist und wurde bekannt wegen seiner Improvisationsgabe. Von 1926 bis 1954 dozierte er am Konservatorium in Amsterdam in den Fächern Komposition und Musiktheorie sowie von 1930 bis 1949 am Institut für Katholische Kirchenmusik in Utrecht. Von 1937 bis 1949 war er Direktor des Konservatoriums in Utrecht und anschließend von 1949 bis 1957 Direktor des Königlichen Konservatoriums in Den Haag. Die Katholische Universität Nijmegen berief ihn 1952 zum außerordentlichen Professor; dieses Amt bekleidete er bis 1962. Sein Werk fand große Verbreitung in der Katholischen Kirchenmusik in den Niederlanden.
Sein Bruder Willem und seine Söhne Louis und Jurriaan sind ebenfalls als Komponisten hervorgetreten.

## Werke

### Werke für Orchester
- 1930 bis 1954: 4 Symphonien
- 1935: Variationen und Fuge über ein Thema von Johann Kuhnau für Streichorchester
- 1950: Concerto für Orgel und Orchester
- 1952: Symphonische Etüde

### Werke für Orgel
- 1913: Premier Choral
- 1918: Deuxième Choral
- 1927: Sonata da Chiesa
- 1939: Sinfonia
- 1949: Thema met Variaties

### Werke für Streichquartett und Quintett
- 1957: Quartetto in stile antico
- 1972: Divertimento a cinque per flauto, oboe, violino, viola e violoncello

### Opern
- 1950: Philomela Oper in drei Akten
- 1964: Der Spiegel von Venedig Kammeroper in einem Akt

### Werke für Chor (teilweise mit Instrumenten)
- 1913: Veni Creator Spiritus
- 1919: Magna Res est Amor
- 1919: Missa in honorem Sacratissimi Cordis mit Orgel
- 1920: Fiat Domine für Sopran und Orgel oder Orchester
- 1925: Missa in festo Assumptionis beatae Mariae Virginis für 3 Solisten und Orgel
- 1931: Missa pro Defunctis für 3 Solisten und Orgel
- 1935: Missa diatonica
- 1936: Magnificat mit Orgel
- 1938: Missa Christus Rex
- 1939: Hymnus "Fréquentemus hodie" für Bariton und Orchester
- 1943: Te Deum mit Orchester
- 1944: Missa Lauda Sion
- 1946: Missa Solemnis für doppel gemischten Chor und Orgel
- 1946: Hodie Christus natus est für sechsstimmig gemischten Chor
- 1954: Festum Immaculatie Cordis "Beatae Mariae Virginis" für gemischten Chor mit Begleitung van 4 Hörnern, 3 Trompeten, 3 Posaunen und Tuba
- 1958: Amienj Gospodie für vierstimmig gemischten Chor
- 1961: Psalm IX für Chor und Orchester
- 1966: La Vierge a Midi für Mittelstimme und Orgel
- Missa in honorem Beatae Mariae Virginis
- Missa in honorem sacratissimi Cordis
- Missa Simplex
- Missa Sponsa Christi
- L'histoire de l'enfant de Dieu, Oratorium für vierstimmigen Chor, Orchester und 2 Solisten (Text: Pierre Kemp)

### Lieder
- 1919: Magna res est amor
- 1923: Miroir de peine
- 1935: Trois pastorales

### Werke für Blasorchester
- 1987: Ricercare

## Diskografie
Ende 2012 waren drei CDs erhältlich:
- Symphonie Nr. 1;Ballettsuite;Symphonische Etüde;Kuhnau-Variationen (cpo 2011, Nr. 4918561)[1]
- Sonate für Cello & Klavier[2]
- Violinkonzert; Concertino f. Cello & Orchester; Concertino f. Oboe & Streicher; Canzona f. Cello & Orchester. Label NM, 1997/98, Nr. 1711936[3]

## Bücher und Schriften
- 1941: César Franck
- 1950: Over muziek, Utrecht und Brüssel, Hartkarton, 198 Seiten
- 1952: Muziek en muzikaliteit,  Utrecht und Antwerpen, Het Spectrum, Leinen gebunden, 168 Seiten